# Lars Gathenhielm
Lars Gathenhielm (30 de noviembre de 1689, Onsala, Halland–25 de abril de 1718, Gotemburgo) fue un capitán, comandante, empresario y corsario sueco. Por autorización de Carlos XII de Suecia, Gathenhielm dirigió un próspero negocio como corso, con Gotemburgo como base. Durante ocho años de corso, Gathenhielm compró y equipó alrededor de cincuenta barcos y capturo más de 80.
Gathenhielm fue acusado en un par de ocasiones de piratería, pero fue protegido por el propio rey y nunca fue condenado por ello. A principios del año 1718, Gathenhielm fue acusado de intento de contrabando, pero murió a los 28 años a causa de los efectos de una tuberculosis ósea, antes de que pudiera ser llevado ante la justicia. El funeral tuvo lugar el 4 de mayo de 1718. Después de su muerte, el negocio de corsario fue continuado con éxito por su esposa, Ingela Gathenhielm.
En un alto acantilado junto al mar en Särö, Suecia, en 1901 la asociación sueca Särö Vänner erigió la piedra de Gathenhielm en memoria de Lars Gathenhielm.

## Biografía

### Infancia
Lars Gathenhielm nació en la granja Gatan en la parroquia de Onsala en Halland. Sus padres fueron el inspector de faros, armador, capitán y constructor naval Anders Börjesson Gathe deVässingsö (13 de diciembre de 1647–22 de marzo de 1710) y su esposa Kerstin Larsdotter Hjelm (11 de septiembre de 1654–10 de julio de 1735), hija de Lars Matsson, propietario de un molino local. La familiar era propietaria de un taller que fabricaba cuerdas y un velero. Tras la muerte de su marido, Kerstin Larsdotter Hjelm se volvió a casar con el comandante Johan Baltzar Callén.
Lars Gathenhielm fue inscrito en la escuela Gimnasio Hvitfeldtska en 1706 como Laurentius Gathe, pero no registra para 1707. John Norcross escribe en su autobiografía, publicada en danés, que en 1756, Gathenhielm hablaba y se entendía muy bien inglés, y que para principios de 1711 se encontraba en Inglaterra.

### Corsario

Pintura al óleo "El corsario Lars Gathenhielm" por Jacob Hägg

Con el fin de proteger la navegación sueca de los corsarios enemigos y a su vez perjudicar al enemigo, el 20 de mayo de 1710, el gobierno de Carlos XII de Suecia aprobó una patente de corso para Lars Gathenhielm. La iniciativa, sin embargo, provino de los magistrados de Gotemburgo, cuando en una carta fechada el 18 de noviembre de 1709 solicitaron a la Comisión de Defensa que iniciara su propia operación de corso "al corsar contra nuestros enemigos, los daneses y los noruegos, probablemente podrían traer algo bueno al país y convertir en nuestro beneficio lo que el enemigo saquea en Skåne y se supone que debe llevarse a Noruega".
En 1711 recibió otra confirmación. Era un poder notarial firmado por Carolus (Charles XII), en Turkish Bender el 12 de mayo. Decía, entre otras cosas:

Por la presente y en virtud de esta Nuestra Comisión abierta de trucos quería permitir y autorizar a Lars Gathe a durante esta Guerra realizar trucos sobre Nuestros Enemigos, para hacerles todo el daño y la ofensa posibles en todos los sentidos y maneras.
Carlos XII de Suecia

Los primeros barcos en ser equipados para operaciones corsarias por parte de Lars fueron el Constantia, el Europa y el Jägaren. Para el 14 de junio de 1710, cuando se envió la patente de corso para el Jägaren  es que el nombre de Gathenhielm aparece por primera vez en Gotemburgo. Con este barco tuvo un gran éxito desde el principio, lo que lo llevó, junto con un consorcio de Dunkerque, a comprar la fragata corsaria Le Triumphant. Los barcos corsarios se hicieron cada vez más numerosos y muchos de los marineros de Onsala fueron rápidamente recontratados como corsarios, para 1711 Lars había adquirido los barcos corsarios Förgyllda Eschaloupen, Hoppet, Mercurius, Packan y Vinthunden. La primera vez que se documenta a Lars Gathenhielm capitaneando un barco corsario es en el pequeño Vinthunden, que contaba con 4 cañones yuna tripulación de 18 hombres. Su barco más famoso y temido fue la fragata corsaria "Le navegaur suédois d'Islande" (El isleño sueco), había sido comprado en 1714 en Inglaterra por Jonas Alström y entonces se llamaba Olbing Galley. Bajo el mando del capitán Sam Blackman, con una tripulación de 90 hombres, se toparon en una batalla con el oficial naval Peder Tordenskjold, cuyo barco, sin embargo, se quedó sin municiones. El barco fue tomado por Lars Gathenhielm en 1716, quien le dio su nuevo nombre, The Swedish Islander.
En el otoño de 1712, el fiscal del almirantazgo acusó a Gathenhielm de haber contratado ilegalmente a cuatro barqueros de Onsala. Se defendió ante el tribunal del almirantazgo diciendo que solo utilizó a la tripulación en botes más pequeños para un viaje de reconocimiento al norte del archipiélago. Pero el fiscal pudo probar después de escuchar a los testigos que esto no era cierto, ya que los barqueros habían sido contratados para un viaje a Noruega en el Vinthunden y La Revange. Por tanto, Gathenhielm fue condenado el 16 de diciembre de 1712 por violar la ley a pagar una multa de 100 monedas de plata por cabeza.
El gobernador Carl Gustaf Mörner escribió informes periódicos sobre las actividades de Lars Gathenhielm a Carlos XII de Suecia:

"Gathenhielm gobierna como turco; todos sus barcos están en el mar..." 

29 de julio. "Hoy los corsarios de Gathenhielm trajeron tres capturas con sal, vino y tabaco, tomados en Stavernen en Noruega..."
9 de agosto, "La fragata francesa de Gathenhielm está lista para partir, pero piden 50 soldados para el viaje... Estoy tan preocupado por su capitán, que cuando no obtiene inmediatamente lo que quiere, se disgusta y piensa que todos están en desventaja..."

29 de noviembre, "SaintLeger, corsario de Gathenhielm, realizó una brava acción anteayer en las afueras de Varberg. Se encuentra una flota de convoyes, que se dirigí al seno. Ataca el convoy, que tenía 24 de ellos. Un gran barco, West Indiaman, lucha en once leguas con él, y por fin entra en el convoy...„
Carl Gustaf Mörner

Gathenhielm sufrió una lesión en la cadera que lo obligó a usar muletas y probablemente por esta razón no pasó mucho más tiempo en el mar. A principios de 1716, su salud estaba tan deteriorada que: "no podía subir las escaleras de la galería de la iglesia ".
En relación con el nombramiento de Gathenhielm como comandante en 1717, todos los demás corsarios de la corona fueron puestos bajo su mando. Cuando lo creyera necesario, estarían obligados a "ir con él al mar, para llevar a cabo el plan que encuentre útil, con fuerza combinada, cuando todos los corsarios le sean obedientes". Los bienes capturados en tal ocasión serían repartidos entre los participantes de la expedición en proporción al equipamiento de cada uno. Cada corsario también estaba obligado, cuando llegaba a tierra, a mantener informado a Gathenhielm mediante informes de lo que percibía.

### Empresario
Su fuerza, sin embargo, era como armador, hombre de negocios y organizador, mientras que las operaciones prácticas estaban a cargo de sus subordinados. Lars fue acusado en un par de ocasiones de piratería, pero estaba protegido por el propio rey y nunca fue condenado por ello. Uno de los capitanes de la naviera, el irlandés John Norcross, reclutó piratas experimentados, entre otros lugares, del Océano Índico. Después de la muerte de Lars, Norcross recurrió a la piratería regular y finalmente fue encarcelado por esto, primero en Suecia y luego, después de que logró escapar, en Dinamarca, donde estuvo encarcelado durante treinta años.
Entre los socios de la empresa de Gathenhielm estaban el financiero David Amija, el comerciante Wilhelm von Utfall, el inspector jefe de aduanas Peter Tillroth y su pariente Olof Knape (noble de Strömstierna).  Ellos invertían el capital y lo recuperaban cuando los bienes capturados se vendían en subasta a los mayoristas de la ciudad. Eventualmente, Lars abrió su propia tienda, vendiendo vino, especias, cáñamo, arenque, granos, tabaco, seda y otras cosas, para disgusto de los comerciantes de la ciudad, quienes, sin embargo, no tenían poder para detenerlo. 
Lars y su hermano Christen Gathenhielm fueron nombrados caballeros el 29 de diciembre de 1715 en Gathenhielm por sus esfuerzos en la navegación sueca. Lars fue designado el 15 de enero de 1717 como comandante de la flota y jefe del Distrito Marino de la Costa Oeste. El 5 de febrero de 1718, Carlos XII de Suecia concedió al Astillero Gathenhielm Gambla la construcción de una fábrica de cuerdas, que fue completado después de su muerte por su esposa Ingela, quien asumió la concesión del astillero para ella y sus herederos el 7 de octubre de 1718.
Durante ocho años de corso, Gathenhielm compró, equipó y fue copropietario de unos cincuenta barcos además de más de 80 capturas. Su fortuna se estima para 1716 en 22 Monedas de plata y 530 dals.

### Contrabando
A principios de 1718, el mayor Gustaf Ruthensparre acusó a Lars Gathenhielm de haber intentado sacar de contrabando 5 monedas de plata ilegalmente en el galeón holandés Jonge Jacob. El fiscal de cámara en Gotemburgo, Johan Fredrik Ulf, recibió entonces la tarea de procesar a Gathenhielm en la oficina del magistrado. Pero el 15 de marzo de 1718, se informó al tribunal que Lars Gathenhielm padecía una enfermedad terminal y murió el 25 de abril del mismo año en su casa en Gotemburgo, con solo 29 años. Más tarde se dijo que el rey le dio permiso a Gathenhielm para enviar 7 Monedas de plata, pero los testigos pudieron testificar que un total de "23 cofres individuales y 2 dobles con, así como 14 cofres estaban en el barco atracado en el puerto" (después se descubrió que era el equivalente de 5 monedasl). Se cree que este extenso intento de contrabando y el proceso consecuente, aceleró su muerte. 
El investigador de Gotemburgo Sören Skarback afirma que Gathenhielm estaba en Onsala cuando recibió la noticia de que se habían incautado las monedas. Luego habría hecho un viaje peligrosamente rápido a caballo y en carruaje a Gotemburgo para poder retirar documentos que de otro modo podrían usarse en su contra. La estrategia fue exitosa, pero su lesión en la cadera, que antes era difícil de curar, se recrudeció durante el viaje y posteriormente la gangrena terminó con su vida.
El funeral tuvo lugar el 4 de mayo de 1718. Después de su muerte, el imperio comercial corsario fue continuado por su emprendedora esposa, Ingela Gathenhielm.

### Ingela Gathenhielm
El 2 de abril de 1711, Lars Gathenhielm se casó con Ingela Olofsdotter Hammar (1692 -1729) de la granja Hammarkulla en Onsala. El nombre del padre de Ingela era Olof Nilsson Hammar y el nombre de su madre era Gundla Mårtensdotter. Fue el motor que lo alentó constantemente en su trabajo, y se cree que el crédito por los logros de su esposo también debe ser de ella. Después de la muerte de su esposo, Ingela Gathenhielm se volvió a casar a principios de 1722 con el teniente coronel Isak Browald (1688-1754). Murió el 29 de abril de 1729 en la granja en Browald. La calle de Ingela Gathenhielm en el distrito de Högsbo lleva su nombre desde 1988.

## Recuerdos

### El retrato

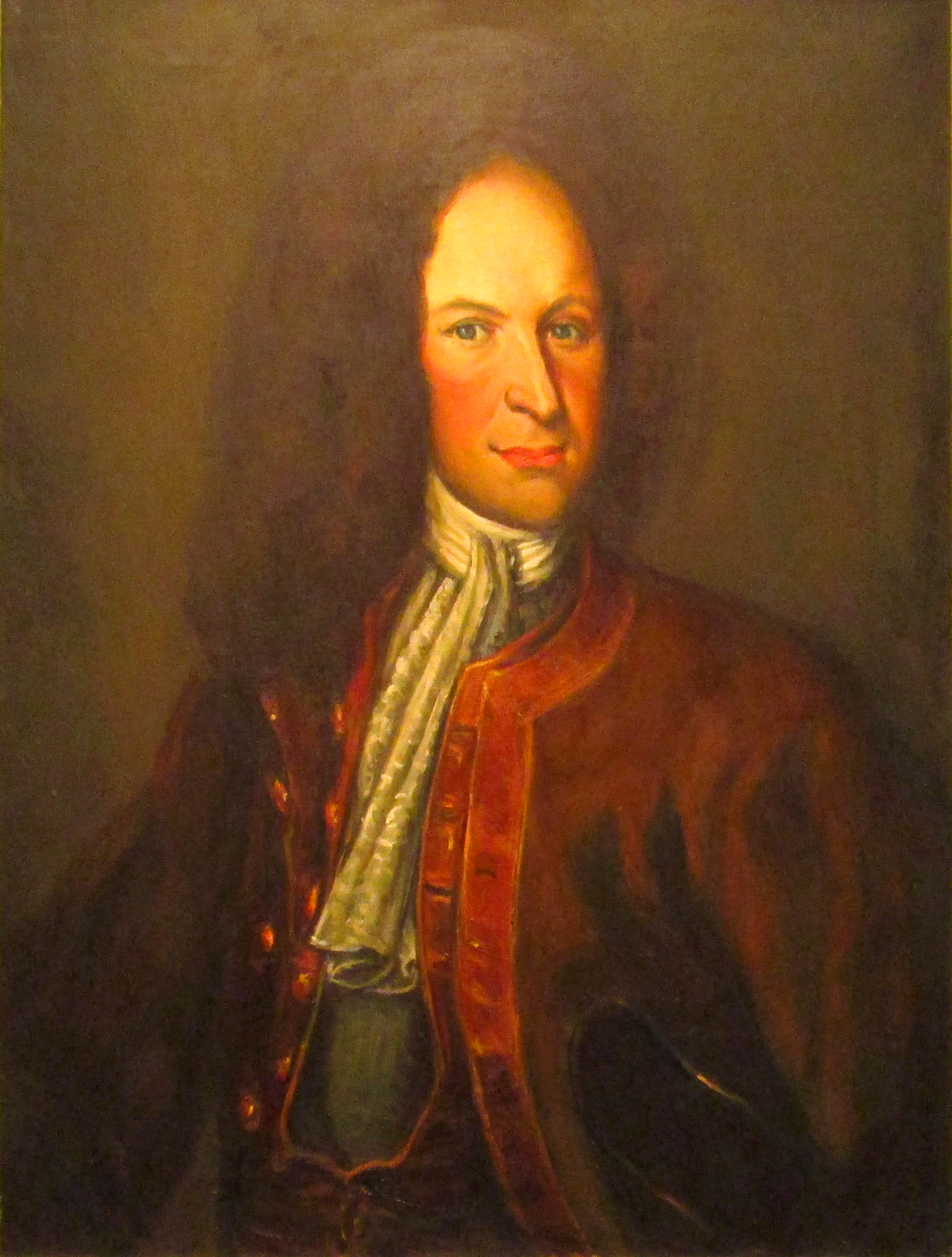
Retrato de Lars Gathenhielm

En 1885 se compró un retrato al óleo por 50 coronas para Palacio de Rosenborg en Dinamarca. Desde allí fue trasladado más tarde al Museo Nacional de Historia en el Palacio de Frederiksborg, en Hilleröd, donde debido a su estado de deterioro fue restaurado. Se dice que el retrato llegó originalmente a Noruega desde Bohuslän .
Se desconoce el pintor, pero se cree que el retrato representa a Lars Gathenhielm, por lo demás, el único que se conoce de él. El retrato ha sido examinado por varios especialistas y la similitud con los retratos de su madre y su hermana, así como los estudios científicos del cráneo de Lars Gathenhielm en 1919 y 1956 llegaron a la misma conclusión. 
"Todos los retratos muestran la misma forma de cabeza alargada, la misma posición de los ojos, el mismo color, el mismo labio inferior carnoso y el mismo mentón fuerte. El retrato de Tordenskiold muestra a un hombre de la edad de Lars Gathenhielm, cuando él, como corsario y comandante, alrededor de 1717 a la edad de 28 años, tuvo sus mayores éxitos. La cabeza está decorada con una larga peluca de color marrón oscuro. Uno de ellos se encontró en el ataúd de Lars Gathenhielm, cuando se abrió en 1919.".

### Los ataúdes
En la iglesia de Onsala se encuentra el coro funerario de Gathenhielm, donde descansan "Lasse i Gatan" y su esposa Ingela. En una cámara funeraria subterránea hay dos ataúdes de mármol blanco, cada uno de los cuales encierra primero un ataúd de madera y luego uno de cobre. Estos ataúdes están hechos con decoración artística y se fabricaron en Italia. Según una leyenda, fueron ordenados por el rey danés para el propio rey y su reina. Gatenhielm habría capturado el barco danés, que transportaba los ataúdes de mármol a Copenhague y fueron llevados como botín a Onsala. Pero según el Tolags journal de Gotemburgo del otoño de 1718, los sarcófagos fueron pagados y debidamente importados y despachados de aduana. Dado que Lars Gathenhielm murió en la primavera del mismo año, fue su esposa Ingela quien pagó el impuesto, el uno por ciento del valor, por ellos.
Mortem moriturus morte
Devincit Mortem Morte
Morituro Condigna. Muerte
es opsvolgen en las victorias. 1 Cor. XV: 55
Dat Vitam Mortis Vita
Mater: in Christo vivit vitam
exul Mortis blanco. también caliente
la vida está en su hijo. 1 Juan V 11
oh ignorante
Suorum Malorum
Qvibus non Mors ut óptimo
Inventum Naturæ laudatun.
En la tapa hay un crucifijo en relieve. 

## Familia

### Hermanos
- Christian Gathenhielm, (1682-1722). Ya en 1693, Christian se hizo a la mar y realizó expediciones corsarias a Inglaterra, Holanda, Francia y el Mediterráneo. Casado el 18 de enero de 1711 con Helena Katarina Utfall (1689-1750), cuyo padre fue el concejal y comisario bancario Jacob Utfall, progenitor de las familias von Utfall, y cuya madre fue Maria Kuyl. Tuvieron nueve hijos.
- Kirstin Andersdotter, (1683-1723). Casada con el capitán de corsario Nils Knape.
- Pirita, (1684-1729).
- Helena, (1686-murió joven).
- Thalla, (1687-murió joven).
- Borje, (1688-1710).
- Burt. Se casó con la comerciante Michel Andersson en Onsala.
- Eric, (1692-1712). Capitán corsario del barco La Revange, murió de tan solo 18 años.
- Ana Thalena, (1694-1777). Casada cuando era adolescente con el teniente del almirantazgo Anders Thorsson, quien murió cuando el barco corsario Siöblad se hundió en 1711. Anna-Thalena luego se volvió a casar con el comerciante, comisionado y armador Johan Hansson Busck de Majorna, Gotemburgo.

### Hijos
- Kristina, (1713-murió joven).
- Anders, (1714-1768). Estudió derecho en Lund en 1730, murió de neumonía en Estocolmo y fue enterrado allí el 12 de octubre. La dinastía se extinguió con él.
- Olaus, (1715-murió joven).
- Karl, (1716-murió joven).
- Lars, (1717-murió joven)

## Título de nobleza

El escudo de armas de Gatenhielm.

El título de nobleza fue otorgado a los hermanos Christen y Lars Gathenhielm de Onsala por Carlos XII de Suecia en 1715. El nombre del padre, Gathe, se combinó con el apellido de soltera de la madre, Hjelm, por lo que la familia Gathenhielm. La carta de nobleza está impresa en pergamino y encuadernada con una cinta marrón con bordes y el monograma de Carlos XII en estampado dorado, el sello del rey está sujetado con cordones azules y amarillos.
El rey señala el coraje y las habilidades militares de los hermanos y promete a los súbditos grandes favores, libertades y beneficios, es decir, todo lo que pertenece a una persona noble. El escudo de nobleza tendría la siguiente apariencia: "Un escudo de esquí azul, sobre el cual se encuentra una calle empedrada de oro sobre la cual brilla una suela del mismo metal, y debajo un león en un círculo dorado; Por encima de Skiölden se encuentra un Tornerhielm abierto, donde la mitad superior de un león dorado se eleva entre dos Kronflaggor suecos. Los krantzen y Löfwerkket son de oro y azul". Carlos XII menciona en la letra del escudo las hazañas de Christen Gathe, hermano de Lars, que viajó por mar a Inglaterra, Holanda, Francia y todo el Mediterráneo en 1693. 
Carlos XII enfatiza que Lars ha prestado muchos servicios a la marina sueca mediante el secuestro de barcos enemigos. Además, Lars Gathe mostró cualidades valientes en el asedio de Stralsund cuando trató de abastecer a la ciudad y a las tropas suecas con provisiones .
Las giras de la carta de nobleza de Gathenhielm han sido muchas. En el siglo XIX estaba en posesión de la familia Siöcronas, y una vez fue robado y desapareció durante muchos años, pero fue devuelto en Gotemburgo en la década de 1940. Luego pasó a manos de Vera Tham, madre de los hermanos Louise y Per Vollrath Tham. El certificado de nobleza es ahora una rareza en los archivos del Museo de la Ciudad de Gotemburgo.
No sólo la nobleza, sino también la burguesía local se opusieron a la introducción de la familia Gathenhielm en 1719 a la nobleza sueca.

## Gathenhielm en la cultura popular
- Konungens kapare (1891) de Gabriel Oxenstierna, es una novela histórica con Gathenhielm como protagonista. Se publicó una versión serializada de la novela en Illustrated Classics No. 197, bajo el título Kungens kapare .
- En la novela The Ring of the Löwenskölds de Selma Lagerlöf, Gathenhielm se menciona en el quinto capítulo en términos bastante negativos.
- El drama Lars Gathenhjelm, de Carl Fredberg con Torsten Hammarén en el papel principal, se representó en el 50 aniversario del Stora Teatern en septiembre-octubre de 1909.
- El músico Stefan Andersson menciona a Gathenhielm en la canción "Vinthunden " del álbum Skeppsråttan.[8]